# Língua barein
Barein (também chamada Baraïn, Barayin, Guilia, Jalkia ou Jalkiya) é uma língua chádica Oriental falada no centro sul do Chade.

## Falantes
É falada por cerca de 6 mil pessoas que vivem em 30 a 40 vilas em torno de  Melfi, região de Guéra. Seus principais dialetos não são mutuamente inteligíveis. Seus falantes usam o árabe chadiano para se comunicar com falantes de dialetos diferentes.
- Jalkiya e Giliya (proximidade linguística e geográfica)
- Jalking (Sakaya)
- Komiya

## Escrita
|| b || d || e || g

| i | j | k | l | m | n | n̰ | ŋ | o | p | r | s | t | u | w | y |

## Bubliografia
- Dakouli, Padeu, Antje Maass, and David Toomey. 1996. Rapid appraisal of the Saba language of the Guera, Chad. N'Djamena: Association SIL. Manuscript.
- Lovestrand, Joseph. 2011. The dialects of Baraïn. SIL Electronic Working Papers. Dallas: SIL International. Online: http://www.sil.org/silewp/2011/silewp2011-011.pdf.
- Lovestrand, Joseph. 2012. The linguistic structure of Baraïn (Chadic). Dallas, TX: Graduate Institute of Applied Linguistics thesis. Online: https://web.archive.org/web/20131116215919/http://www.gial.edu/images/theses/Lovestrand_Joseph-thesis.pdf.
- Lukas, Johannes. 1937. Zentralsudanische Studien. Wörterverzeichnisse der Deutschen Zentral-Afrika-Expedition 1910–11, nachgelassene Aufnahmen von Gustav Nachtigal und eigene Sammlungen. Hansische Universität Abhandlungen aus dem Gebiet der Auslandskunde 45, Reihe B, Band 24. Hamburg: de Gruyter.
- Maass, Antje, Caroline Grant, Paul Huey, and Padeu Dakouli. 1996. Rapport d'enquête sociolinguistique : Première évaluation parmi les Barein du Guéra. N'Djamena: SIL; see also 2008 version: http://www.sil.org/silesr/abstract.asp?ref=2008-004.
- Rendinger, Général de. 1949. Contribution à l'étude des langues nègres du Centre-africain. Journal de la Société des Africanistes. 19(2). 143–194. Online: http://www.persee.fr/web/revues/home/prescript/article/jafr_0037-9166_1949_num_19_2_2599.